# Джейтун (археология)
Джейтун (туркм. Jeýtun) — археологический памятник эпохи неолита в южной части Туркмении, примерно в 30 километрах к северо-западу от Ашхабада в горах Копет-Даг. Поселение существовало примерно между 7200 и 4500 годами до н. э., возможно, с короткими перерывами. Джейтун дал своё название всему неолитическому периоду в предгорьях Копет-Дага, и далеко за их пределами (Джейтунская культура). Считается самым ранним местом земледелия в Центральной Азии.

## Раскопки
Джейтун был открыт А. А. Марущенко в 1940-е годы, и был раскопан с 1950-х годов Б. А. Куфтиным и В. М. Массоном.
Поселение занимает площадь около 5000 квадратных метров, и имеет 5 строительных горизонтов. Оно состоит из свободно стоящих домов, построенных по единому плану. Дома были прямоугольными и имели большой камин с одной стороны, с нишей напротив его, а также прилегающие дворы. Полы были покрыты известковой штукатуркой. Здания были сделаны из высушенных солнцем цилиндрических глиняных блоков длиной около 70 см и толщиной 20 см. Глина смешивалась с мелко измельчённой соломой.
Поселение состояло из приблизительно 30 домов, в которых могло разместиться около 150—200 человек.

## Сельское хозяйство
Народ культуры Джейтун выращивал ячмень (дву и шестирядный), и два вида пшеницы (мягкая и однозернянка), которые собирались с помощью деревянных или костяных ножей, или серпами с каменными лезвиями. Были найдены каменные ручные мельницы и другие каменные орудия. Здесь, по-видимому, представлены самые древние свидетельства пахотного сельского хозяйства в Центральной Азии.
Жители деревни разводили овец и козлов; но они также занимаются охотой, чтобы дополнить свой рацион. Результаты исследования Дэвида Р. Харриса показывают, что в этом регионе не было ни одной из диких форм пшеницы однозернянки или ячменя, которые могли бы использоваться для одомашнивания; поэтому они были привезены из других мест, где уже были одомашнены. То же самое касается овец. С другой стороны, дикий козел Capra aegagrus был широко распространен в Центральной Азии и поэтому мог быть приручен в этом районе. На позднем этапе культуры появляется крупный рогатый скот.
Различные типы самых ранних артефактов Джейтуна, таких как глиняные фигурки, украшенная керамика и маленькие каменные топоры, демонстрируют сходство с ранними земледельческими неолитическими памятниками в горах Загрос, в таких поселениях как Джармо (Ирак). Это возможно указывает на миграцию неолитических поселенцев из Леванта в Среднюю Азию через горы Загрос.
"Сама джейтунская культура обнаруживает больше аналогий с памятниками типа Джармо, что прослеживается в кремнёвой индустрии, костяных бусах, каменных дисках с отверстиями, глиняных конусах, некоторых формах сосудов и типах расписной керамики (Braidwood, 1960). Особый интерес представляют находки керамических браслетов в Тоголок-депе и Чагыллы-депе. По мнению O.K. Бердыева (1976), это подражание каменным браслетам, характерным для комплексов типа Джармо.".
Возможно, что позднее влияние Джейтуна распространилось на юг через горы Копетдаг в Иранские провинции Керманшах и Луристан, до таких поселений, как Тепе Гуран, Тепе Сараб и Ганджи-Даре.

## Джейтунская культура
Джейтунская культура распространилась в Южной Туркмении и Северо-Восточном Иране. Она возможно началась до 7000 года до н. э., судя по возрасту Санг-и Чакмак (Горганская равнина Ирана, к югу от Каспийского моря) — самое раннее поселение, где найдены похожие артефакты. В том же районе Горганской равнины имеются и другие поселения связанные с Джейтунской культурой, такие как Ярим Тепе (Иран) и Туранг Тепе.
Существуют около двадцати археологических поселений, приписываемых Джейтунской культуре, и они находятся по обе стороны гор Копет-Даг. Они особенно распространены в юго-западной части Туркестана. Такие поселения простираются на запад вплоть до Иранского города Имамшехр, а также на восток до реки Теджен, которая течет из Афганистана на север.
Около 5000 г. до н. э. Джейтунская культура взаимодействовала с культурой типа Анау IA. В результате сложилась культура типа Намазга I.